# Morrell-Insel
Die Morrell-Insel (englisch Morrell Island) ist die zweitgrößte der drei Inseln im Südatlantik, gelegen im subantarktischen Archipel der Südlichen Sandwichinseln, die die Gruppe der Südlichen Thuleinseln bilden. Sie ist nach Benjamin Morrell benannt. Namensvarianten sind Süd-Thule, englisch Thule Island und spanisch Tule del Sur.
Von der nächstgelegenen, östlich benachbarten Cook-Insel ist Morrell durch die etwa vier Kilometer breite Douglas Strait getrennt. Die Insel wird dominiert durch die Caldera des Vulkans Mount Larsen, die 1,5 mal 2 Kilometer misst. Das Gelände steigt steil zur Caldera an.
1300 Meter östlich vor Hewison Point, dem südöstlichen Ende der Insel, liegt der kleine und steile Felsen Twitcher Rock, mit einem Durchmesser von 140 bis 150 Metern und einer Höhe von 55 Metern.
Die Insel mit einer Fläche von etwa 14 km² ist unbewohnt, bietet allerdings für zahlreiche Seevögel ein wichtiges Nistgebiet.
1775 wurde die Insel vom britischen Seefahrer James Cook entdeckt.
Von 1976 bis 1982 befand sich an der Ferguson Bay auf der flachen Halbinsel im Südosten der Morrell-Insel die ständig besetzte argentinische Forschungsstation Corbeta Uruguay. Diesen Namen verwendet Argentinien auch für die Halbinsel, Península Corbeta Uruguay. Wenige hundert Meter westlich davon wurde von Argentinien bereits im Januar 1955 die Sommerstation Refugio Teniente Esquivel errichtet, die jedoch bereits ein Jahr später wegen eines Vulkanausbruchs des Mount Harmer auf der benachbarten Cook-Insel aufgegeben werden musste.

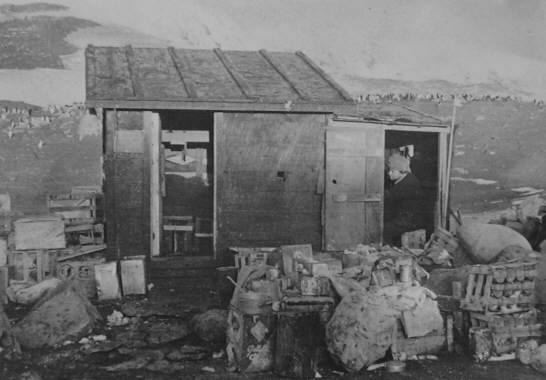
Refugio Teniente Esquivel (1955–56)